# موتيجي توشيميتسو
موتيجي توشيميتسو Toshimitsu Motegi (茂木 敏充 'Motegi Toshimitsu') ، من مواليد 7 أكتوبر 1955) هو سياسي ياباني من الحزب الليبرالي الديمقراطي (LDP)، تسوشيما فصيل ، وعضو مجلس النواب الياباني في البرلمان (المجلس التشريعي الوطني) ، ويمثل محافظة توتشيغي الدائرة الانتخابية الخامسة، وقد شغل منصب وزير الخارجية منذ إعادة تشكيل مجلس الوزراء من قبل رئيس الوزراء شينزو آبي في 11 سبتمبر 2019.